# Chinyere Pigot
Chinyere Pigot (ur. 1 maja 1993) – surinamska pływaczka, olimpijka. Siostra innego surinamskiego pływaka Diguana Pigota.
Wystartowała na igrzyskach olimpijskich w Pekinie w wyścigu na 50 metrów stylem dowolnym, gdzie zajęła 54. miejsce, a także 4 lata później w Londynie w tej samej konkurencji, gdzie była 40.